# Kyleberg
Kyleberg är en herrgård i Ödeshögs kommun (Svanshals socken), Östergötlands län.

## Historik
Kyleberg är en herrgård vid Tåkern i Svanshals socken, Lysings härad, som förr hette Berga. År 1313 sålde Berga av Dan Jonsson till Knut Jonsson. År 1636 hörde en del av egendomen under Mossebo i Rinna socken och en annan del tillhörde Måns Perssons styvson. Från och med år 1650 tillhörde alla gårdarna landshövdingen Hans Kyle, som den är uppkallad efter (Kyleberg). Gården ägdes på 1680-talet av hans dotter Katarina Kyle, vilken var gift med majoren Mårten Crusebjörn, men sedan har de blivit skilda med landshövdingen Lars Eldstierna. År 1700 tillhörde Kyleberg henne son översten Adolf Johan Crusebjörn. Tillhörde därefter hovfröken Hedvig Margareta von der Pahlen, vars morfar var ovannämnda landshövding Kyle. Ägdes sedermera genom testamente av M. Hedvig von Böhnen, som var gift med ryttmästaren Jakob Boij. Boijs morfar var nyssnämnda överste Crusebjörn. Tillhörde vidare sonen, majoren Adolf Fredrik Boij och därefter han änka Ulrika Albertina Bergenstråle, samt senare genom köp deras måg, generalmajoren Gillis Edenhielm. Han var gift med Carolina Boij, vilka såld gården till Axel Dickson.
Gården kom 1850 genom köp i politikern Axel Dicksons ägo. Han förbättrade egendomen och gjorde den till en av de mest framstående i länet.[källa behövs]. Då Dickson gick i konkurs, såldes gården på auktion i februari 1881 till förste hovstallmästare Gustave Armand Fouché d'Otrante för 225 000 kronor. Eftersom denne var fransk medborgare dröjde det till maj 1881 innan d'Otrante fick formellt ägarskap. Tre år senare, i mars 1884 övergick gården i greve Conrad Reventlows ägo genom byteshandel. Reventlow köpte Kyleberg för 320 000 kronor och d'Otrante köpte Reventlows gård Trulstorp i Östra Strö socken vid Ringsjön för 470 000 kronor. I juni 1894 ansöker Conrad Reventlows systerson, den danska länsgreven Christian Einar Reventlow om rätt att få äga Kyleberg.
Efter ytterligare ägarskiften under de senaste 100 åren ägs Kyleberg i dag (2023) av den grevliga ätten Cronstedt efter att den 1945 sålts av den irakiske konsuln Camille Ghazala för en miljon kronor. Den nuvarande huvudbyggnaden ersatte 1953 det tidigare, slottsliknande corps-de-logiet, som revs några år dessförinnan.

### Huspredikanter
| Ämbetstid | Namn          | Levnadstid | Övrigt                                  |
| --------- | ------------- | ---------- | --------------------------------------- |
| 1739–1741 | Nils Engström | 1706–1799  | Senare kyrkoherde i Skedevi församling. |